# Somber (Nonggunong)
Somber is een bestuurslaag in het regentschap Sumenep van de provincie Oost-Java, Indonesië. Somber telt 587 inwoners (volkstelling 2010).